# Yoelle Maarek

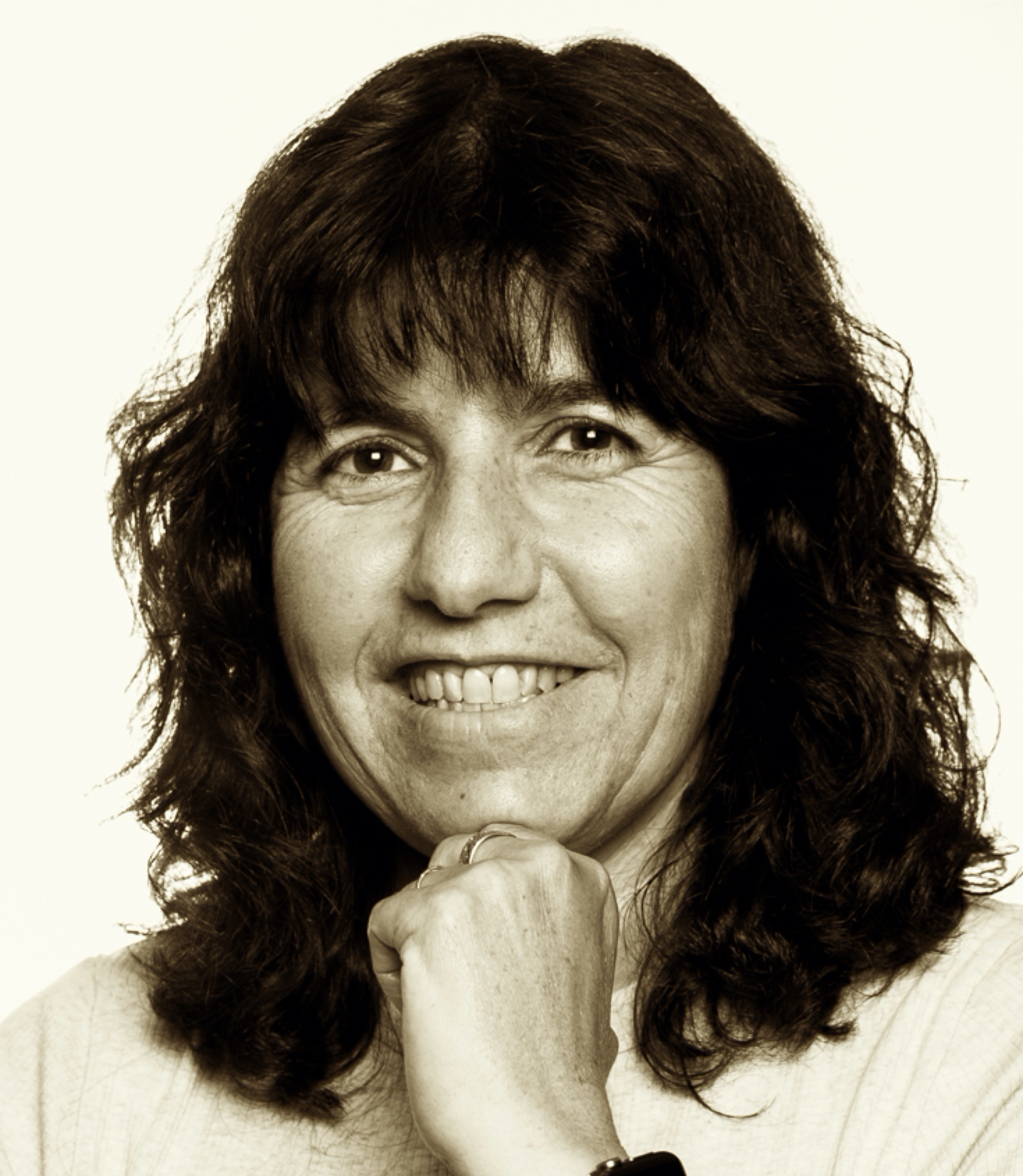
Yoelle Maarek, 2017

Yoelle S. Maarek (* 1. Juni 1962 in Tunis, Tunesien) ist eine israelische Informatikerin. Sie ist Vizepräsidentin bei Amazon und leitet die Forschung für Alexa Shopping.

## Leben und Werk
Maarek war das jüngste Kind von drei Kindern und floh mit ihrer Familie 1963 aus Tunesien nach Frankreich, wo ihre Eltern nach ein paar Jahren die französische Staatsbürgerschaft erhielten. Sie absolvierte die École nationale des ponts et chaussées in Paris und erhielt 1985 ihr DEA (Diplôme d’études approfondies) in Informatik von der Universität Pierre und Marie Curie. Sie promovierte 1989 in Informatik am Technion in Haifa, Israel, bei Daniel M. Berry mit der Dissertation: Using Structural Information for Managing very Large Software Systems. Während ihres Promotionsstudiums forschte sie ein Jahr als Gastdoktorandin an der Columbia University.
Von 1989 bis 2006 arbeitete sie bei IBM Research, zunächst in den USA und dann in Israel, wo sie eine Reihe von Managementpositionen hatte und schließlich die Abteilung für Suche und Zusammenarbeit leitete und Distinguished Engineer wurde. Sie leitete das Team, das die erste Suchmaschine des Unternehmens namens Guru  entwickelte. Guru gewann 2003 den ersten Platz im internationalen Suchmaschinen-Bewertungswettbewerb, der vom American National Institute of Standards and Technology (NIST) durchgeführt wurde. Die von Maarek und Aya Sofer entwickelte Suchtechnologie sollte der Optimierung von Datenbanken dienen.
Danach wurde Maarek 2006 die erste Google-Ingenieurin in Israel und war Direktorin des Google Haifa Engineering Center, das sie 2006 eröffnete. Dort leitete sie das Team, das für Suggest verantwortlich war, die Google-Funktion zur Vervollständigung von Suchanfragen, die weltweit auf google.com und YouTube eingesetzt wird. Sie forschte ab 2009 bei Yahoo, wo sie die Forschung in Bereichen wie Websuche, Data Mining und maschinelles Lernen leitete. Im März 2016 wurde Maarek zur Vizepräsidentin für Forschung bei Yahoo ernannt und leitet die Yahoo Labs in Israel und Indien. Die Teams in Indien und Israel forschen in den Bereichen Websuche und Data Mining, maschinelles Lernen, Verarbeitung natürlicher Sprache, Computerwerbung, verteilte Systeme und Informatiktheorie. Ein Jahr später wurde Yahoo von Verizon für 4,5 Milliarden Dollar gekauft und mit AOL fusioniert und das neue Unternehmen hieß Oath, wo Maarek Leiterin des israelischen Entwicklungszentrums wurde.
Seit August 2017 ist Maarek Teil des Forschungs- und Entwicklungsteams von Alexa Shopping und wurde die neue Global Research Vizepräsidentin.
Maarek war in verschiedenen leitenden Positionen bei führenden akademischen Forschungskonferenzen im Bereich Websuche und Data Mining tätig, darunter SIGIR, WWW und WSDM. Sie ist Mitglied des Board of Governors des Technion. Im Februar 2022 betrug ihr h-Index 41.
Maarek ist mit Frank Samja verheiratet und hat drei Kinder.

## Auszeichnungen (Auswahl)
- 2009 und 2013: Wahl zu einer der 50 einflussreichsten Frauen Israels bei der Zeitung Globes[8]
- 2013: Fellow der Association for Computing Machinery[9]
- 2014:  Platz 12 der 22 mächtigsten Ingenieurinnen der Welt bei Business Insider
- 2021: Wahl in die National Academy of Engineering[10][11]

## Veröffentlichungen (Auswahl)
- mit Chen Shani, Alexander Libov, Sofia Tolmach, Liane Lewin-Eytan, Yoelle, Dafna Shahaf: “Alexa, do you want to build a snowman?” Characterizing playful requests to conversational agents.CHI 2022.[12]
- GCC: An Incremental Conceptual Clustering Algorithm with Input-Ordering Bias Correction. In: Advances in Artificial Intelligence, Natural Language and Knowledge Base Systems, Springer Verlag, New York, 1990.
- mit D. M. Berry, G. E. Kaiser: An Information Retrieval Approach for Automatically Constructing Software Libraries. IEEE Transactions on Software Engineering, 18:8, August 1991.
- mit R. Baeza-Yates, A. Broder: The new frontier of Web Search Technology: Seven challenges. In: Search and Computing, Trends and Development. Springer-Verlag, Berlin, 2011.